# Вероника ягодколистная
Веро́ника ягодколи́стная (лат. Veronica acinifolia) — однолетнее травянистое растение, вид рода Вероника (Veronica) семейства Подорожниковые (Plantaginaceae).

## Распространение и экология
Западная Европа: Португалия, Испания, Франция, Германия (Баден, Бавария, Рейнланд-Пфальц), Италия, Австрия, Венгрия, Югославия, Албания, Греция, Крит, Чехословакия, Румыния, Болгария; территория бывшего СССР: Крым, Кавказ: Северо-Западный Кавказ, Закавказье (в горных районах от Батуми до Ленкорани, к северу до Сомхетии), Таджикистан (бассейны Варзоба и Кафирнигана); Азия: Турция, Ливан, Сирия, Израиль, Ирак, северная часть Ирана, Афганистан.
Произрастает на травянистых склонах, на влажных, пониженных участках почвы, на галечниках, на полях, в посевах и в виноградниках; доходит до высоты 1700 м над уровнем моря.

## Ботаническое описание
Корни тонкие, короткие. Стебли высотой 8—20 (до 25) см, железистоволосистые, простые или ветвистые, боковые восходящие, остальные прямые.
Листья цельные, по краю городчатые или цельнокрайные, более менее опушённые железистыми волосками или голые, нижние с коротким черешком, верхние сидячие, яйцевидные или почти округлые, длиной 6—10 мм, шириной 3—6 мм, на верхушке тупые или выемчатые, у основания округлые или коротко клиновидные. Верхние — постепенно переходят в листовидные, эллиптические или продолговато-ланцетные прицветники, с обеих сторон постепенно утончающиеся, цельнокрайные или зубчатые.
Соцветия нерезко отграниченные; цветки в верхушечных, иногда боковых кистях; цветоножки тонкие, равны или вдвое длиннее прицветников, прямые или несколько изогнутые, железистые. Чашечка несколько короче коробочки, доли чашечки продолговатые до широколанцетных, туповатые, рассеянно железистые; венчик крупнее чашечки, интенсивно голубой, с тёмными жилками, в зеве желтоватый, с широкой, округло-почковидной верхней лопастью, двумя боковыми округло-яйцевидными и одной нижней островатой, продолговатой, самой маленькой лопастью.
Коробочка по ширине (4—6 мм), превышает длину, железистая, сплюснутая превышает чашечку, почти до середины двулопастная, с округлыми лопастями, расходящимися под острым углом, с узкой острой выемкой, но краю желёзисторесничатая. Семена по 7—8 в гнезде, плоские, щитовидные, овальные, длиной около 0,5 мм, гладкие.

## Таксономия
Вид Вероника ягодколистная входит в род Вероника (Veronica) семейства Подорожниковые (Plantaginaceae) порядка Ясноткоцветные (Lamiales).
|  |                                      |  |                                                             |                                                             |                          |  | ещё 21 семейство (согласно Системе APG II) | ещё 21 семейство (согласно Системе APG II) |                            |  |  |  | ещё от 300 до 500 видов |
|  |                                      |  |                                                             |                                                             |                          |  | ещё 21 семейство (согласно Системе APG II) | ещё 21 семейство (согласно Системе APG II) |                            |  |  |  | ещё от 300 до 500 видов |
|  |                                      |  |                                                             | порядок Ясноткоцветные                                      |                          |  |                                            |                                            | род Вероника               |  |  |  |                         |
|  |                                      |  |                                                             | порядок Ясноткоцветные                                      |                          |  |                                            |                                            | род Вероника               |  |  |  |                         |
|  | отдел Цветковые, или Покрытосеменные |  |                                                             |                                                             | семейство Подорожниковые |  |                                            |                                            | вид Вероника ягодколистная |  |  |  |                         |
|  | отдел Цветковые, или Покрытосеменные |  |                                                             |                                                             | семейство Подорожниковые |  |                                            |                                            |                            |  |  |  |                         |
|  |                                      |  | ещё 44 порядка цветковых растений (согласно Системе APG II) | ещё 44 порядка цветковых растений (согласно Системе APG II) |                          |  |                                            | ещё 90 родов                               | ещё 90 родов               |  |  |  |                         |
|  |                                      |  |                                                             | ещё 44 порядка цветковых растений (согласно Системе APG II) |                          |  |                                            |                                            | ещё 90 родов               |  |  |  |                         |